# ويندوز 7
ويندوز 7 (بالإنجليزية: Windows 7) هو أحد سلسلات أنظمة التشغيل الخاصة بويندوز، أصدرته مايكروسوفت في 22 أكتوبر 2009  بعد نظام ويندوز فيستا في أقل من ثلاثة أعوام؛ ويندوز 7 نظام تشغيل للحواسيب المكتبية الخاصة وحواسيب العمل، كما أنه يستهدف الحواسيب المحمولة وحواسيب الإنترنت والأجهزة اللوحية؛ كما أصدرت نسخة الخوادم (المزودات) المقابلة في نفس الوقت أيضًا؛ طُور ويندوز 8 بعد ويندوز 7 انتهى دعم النظام رسمياً في 14 يناير من 2020 
على غرار نظام فيستا، فإن ويندوز 7 كان بمثابة تطوير وتحسين للفيستا وصمم ليعمل على نفس الأجهزة التي كانت تشغل ويندوز فيستا؛ ركزت عروض مايكروسوفت التقديمية على دعم أجهزة اللمس وعلى شريط المهام الجديد والذي كان يسمى «الشريط الخارق» (بالإنجليزية Superbar) وعلى ويندوز شيل المحدث، وعلى نظام اتصال داخلي سمي HomeGroup، وعلى تحديثات على الأداء العام لويندوز 7؛ بعض البرامج والتي كانت سابقًا متوفرة عند تثبيت ويندوز لم تعد موجودة، من هذه البرامج بريد ويندوز وتقويم ويندوز، إلا أنها - وغيرها - كانت متوفرة للتحميل ضمن حزمة أساسيات ويندوز بالمجان.
كان في بدايات التطوير يعرف باسم Blackcomb ثم Vienna.

## المميزات
من أهم المميزات التي تضمنها ويندوز 7 هو دعمه للأقراص الصلبة الوهمية، وتعرفه على خط اليد، وعلى قدرته المحسنة على العمل مع معالجات الأنوية المتعددة. كما أن أداء الإقلاع تحسن، وتحسن كذلك دايركت أكسس إضافة إلى تحسينات في النواة الأساسية. كما أضاف ويندوز 7 الدعم للأنظمة التي تستخدم بطاقات رسوميات عدة مختلفة عن بعضها، كما أضاف نسخة جيدية من نظام مركز ويندوز للوسائط وزوده بإضافة في إضافات ويندوز والتي تطفو على سطح المكتب. تحسن مع ذلك أيضًا نظام XPS وويندوز بورشيل. كما أعيد تصميم الحاسبة لتعمل على عدة إعدادات مسبقة منها الحاسبة الأساسية وأخرى للمبرمجين وحاسبة علمية، كما أضيف لها القدرة على تحويل القياسات المشهورة مثل قياسات الطول من المتر إلى الياردة مثلاً.
إعدادات أخرى أكثر أضيفت إلى لوحة التحكم، منها القدرة على التحكم بجودة ظهور النص عن طريق كلير تايب، ومعايرة ظهور الألوان إضافة إلى التحكم بإضافات سطح المكتب. كما أعيدت تسمية مركز أمن ويندوز إلى مركز صيانة ويندوز والذي يتضمن أدوات للتحكم في أمان الحاسوب وصيانته. كما أصبحت تقنية ريدي بُوست في إصدارت البنية 32 من النظام تدعم حتى قدر 256 غيغا بايت من التخصيص الإضافي. كما أصبح النظام يدعم الصور في هيئتها الخام عن طريق إضافة في عنصر ويندوز للصور لتلك البرامج التي تستخدمه في فك الصور، مما جعل ذلك يدعم إنشاء الصور المعبرة الصغيرة والتعرف على بيانات الصور الإضافية.
كان التغيير الأكبر في شريط المهام حيث أصبح يمكن أن تثبت أيقونات البرامج عليه. أزرار البرامج المثبتة على الشريط تُدمج مع أزرار المهام. كما تسهل هذه الأزرار من الوصول إلى قوائم الانتقال السريع مما يسمح بالدخول السريع إلى المهام المعتادة. كما أن هنالك زر مستطيل عند طرف الجهة الأخرى بجانب الساعة يعمل على إظهار سطح المكتب. هذا الزر يعتبر من ضمن المزايا الجديدة في ويندوز 7 والمسماة نظرة آيرو. بالإشارة على الزر تُخفى جميع نوافذ البرامج المكبرة ويتمكن المستخدم من رؤية سطح المكتب كما لو كان يرتدي نظارة سحرية. هذا الزر أكبر حجما (بمقدار 8 نقاط ضويئة) في الأجهزة اللوحية وأجهزة اللمس ليسهل على المستخدم اللمس عليها. النقر على هذا الزر يخفي جميع النوافذ، والنقر عليه أخرى يعيدها إلى ما كانت عليه قبل النقرة الأولى.
كما أن هنالك ميزة أخرى تسمى المحاذاة الشبكية، وهي تمكن البرامج التي تُحرك إلى أعلى الشاشة من الامتداد على سطح المكتب بأكمله وعلى جميع النوافذ الكامنة وراءها، وحينما يجرها المستخدم بعيدًا بعد أن تكبر فإنها تستعيد حجمها الأصلي الذي كان قبل أن تُكبر. الأمر ينطبق على تحريك النوافذ إلى اليمين حيث توسع النافذة حينها على نصف سطح المكتب الأيمن، ويمكن تحريك نافذة أخرى إلى طرف اليسار فتوسع على الطرف الأيسر من سطح المكتب مما يمكن المرء من العمل وبرنامجين اثنين مفتوحين جنبًا إلى جنب، وهذا ما يسهل بعض الأعمال كالترجمة (يمكن فعل ذلك في النسخ الماضية من ويندوز، إلا أن النوافذ يجب أن تضبط يدويًا.) وعلى غير ويندوز فيستا فإن أطراف النوافذ خاصة العلوية لا تكون معتمة في حين تشغيل ويندوز أيرو.
يتضمن ويندوز 7 أيضًا 13 نموذجًا صوتياً إضافيًا. كما أن للمستخدمين القدرة على تمكين أو إيقاف أو تخصيص أمورٍ أكثر في عناصر ويندوز مما كان موجودًا في ويندوز فيستا. تتضمن هذه الإضافات الجديدة متصفح الإنترنت 8، وويندوز ميديا بلاير 12، وويندوز ميديا سنتر، وبحث ويندوز، ومنصة إضافات ويندوز. نسخة جيددة من حاسوب ويندوز الوهمي وضعت في ونيدوز 7 في النسخة الاحترافية، ونسخة الأعمال، والنسخة الكاملة. إنها تسمح لعديد من بيئات ويندوز (تتضمن بيئة ويندوز إكس بي) من العمل على نفس الجهاز. بيئة ويندوز إكس بي تشغل ويندوز إكس بي في جهاز افتراضي وتظهر البرامج في في نوافذ مختلفة في سطح مكتب ويندوز 7. كما يدعم أيضًا ويندوز 7 تركيب الأقراص الصلبة الوهمية كأقراص تخزين عادية، كما أن محمل الإقلاع (bootloader) الموجود في ويندوز 7 يستطيع أن يقوم بإقلاع الويندوز من أقراص صلبة وهمية، إلا أن هذه الميزة متوفرة فقط في نسختي الأعمال والنسخة الكاملة من الإصدار. كما أن بروتوكول سطح المكتب البعيد من ويندوز 7 قد حسن أيضًا ليدعم تطبيقات الوسائط المتعددة الآنية مثل تشغيل الفيديو والألعاب ثلاثية الأبعاد، مما يسمح باستخدام دايريكت إكس 10 في بيئات سطح المكتب البعيدة. وقد أزيل تقييد الثلاثة برامج فقط الذي كان موجودًا في ويندوز فيستا وويندوز إكس بي في النسخ الأولية. كل النسخ من ويندوز 7 تتضمن مزايا جديدة أو محسنة من فيستا مثل بحث ويندوز، ومزايا الأمان، وبعض المزايا الأخرى الخاصة بويندوز 7. نظام بتلوكر لتشفير الأقراص ميزة اختيارية موجدة فقط في نسختي الأعمال النسخة الكاملة.
أضيف أيضًا ويندوز ديفيندر، كما أن مضاد الفيروسات المجاني أساسيات ويندوز الأمنية متوفرٌ للتحميل المجاني. كل النسخ تتضمن نسخة الظل، والتي في كل يوم تقريبًا يستخدمها نظام الاستعادة في أخذ صورة تلقائية «للنسخ السابقة» من ملفات المستخدم التي عُدلت. حُسّن النسخ الاحتياطي والاستعادة، كما أن بيئة ويندوز للاستعادة - المثبتة تلقائيًا - حلت محل ريكفري كونسول في ويندوز إكس بي.
يتضمن أيضًا ويندوز 7 دعمًا محسنًا للعالمية من خلال الواجهة البرمجية للخدمات اللغوية الموسعة والتي تسمح بتوفير الدعم للتعدد اللغوي (خاصة في نسختي الأعمال والنسخة الكاملة). كما أن مايكروسوفت قد طورت دعمًا أفضل للأقراص الصلبة الجامدة والتي تتضمن أمر TRIM الجديد، كما أن ويندوز 7 قادر على التعرف على الأقراص الجامدة والتمييز بينها. إلا أن الدعم الذاتي لـ USB 3.0 لم يُضمن بسبب التأخير في إنهاء العمل على معايرته بشكل كامل. أعلنت مايكروسوفت في WinHEC عام 2008م أن ويندوز 7 سيدعم الأعماق اللونية 30 بت و48 بت مع دعم واسع لـ scRGB (والذي يمكن أن يحول إلى xvYCC في HDMI 1.3). النُسق المعتمدة في الفيديوهات هي: 16 بت sRGB، و24 بت sRGB، و30 بت sRGB، و48 بت scRGB.
بالنسبة للمطورين، فإن ويندوز 7 يتضمن دعمًا لبناء خدمات ويب مبنية على SOAP بالكود الأصلي (على عكس خدمات الويب المبنية بمكتبة NET. باستخدام WCF)، كما أن مزايا أخرى لتسهيل تطوير حزم التثبيت وتسريعه قد أضيفت. ويندوز 7 افتراضيًا يقوم بتنبيهات أقل فيما يخص التحكم في حساب المستخدم حيث أنه يسمح للعناصر الموقعة رقميًا بالحصول على إمكانات أكثر دون تأكيد من المستخدم. هوجم هذا التغيير بأنه يسمح للبرامج الضارة بأن تحصل على مزايا إضافية عن طريق استغلالها واختفاءها في برامج حسنة. مهندس ويندوز في النواة مارك روزينوفيتش اعترف بالمشكلة، إلا أنه أكد على أن البرامج الضارة يمكن أيضًا أن تضر بالجهاز حينما يقبل المستخدم تشغيلها.

## المزايا المزالة
بعض القدرات والبرامج التي كانت ضمن نظام فيستا لم تعد موجودة في الويندوز 7 أو اُستُبدِلت وعُدلت حتى فقدت بعض وظائفها. يتضمن هذا واجهة قائمة ابدأ، وبعض وظائف شريط المهام، وويندوز إكسبلورر، وويندوز ميديا بلاير، وويندوز ألتيميت إكستراز، وإنك بول. أربعة برامج موجودة في ويندوز فيستا ليست موجودة في ويندوز 7 وهي: عارض الصور، وصانع الأفلام، وتقويم ويندوز، وبريد ويندوز، إلا أن برامج مشابهة متوفرة بالمجان تحت حزمة اسمها أساسيات ويندوز لايف يمكن تحميلها من موقع مايكروسوفت على الإنترنت.

## النسخ المختلفة والأسواق المستهدفة
هنالك ستة نسخ من ويندوز 7 منها ثلاث يمكن شراءها من الباعة وهي: النسخة المنزلية الاستثنائية والاحترافية والنهائية في كثير من البلدان. النسخ الأخرى غير متوفرة ليشتريها الزبائن العاديون. نسخة البداية متوفرة فقط في وهي محملة في الأجهزة الجديدة، كما أن نسخة الأعمال متوفرة عن طريق الترخيص الكلي، وأما النسخة المنزلية البسيطة متوفرة فقط في بعض أسواق الدول النامية. كل نسخة من ويندوز 7 تتضمن كل القدرات الموجودة في النسخة الأقل منها ترتيبًا.
كل النسخ تدعم أنظمة حواسيب IA-32 عدا نسخة البداية التي تدعم فقط أنظمة x86-64. النسخ المتوفرة للزبائن تباع في قرصي دي في دي: قرص لأنظمة IA-32، وآخر لأنظمة x86-64.
محتوى وسائط التثبيت لويندوز 7 هي نفسها لجميع النسخ المختلفة للأجهزة ذوات البنية الواحدة، ويقوم مفتاح التنشيط بتحديد المزايا التي تفتح للمستخدم والتي تغلق بحسب المفتاح الذي يحوى معلومات النسخة المشتراة (المنزلية الاستثنائية أو الكاملة مثلاً). عند ترقية الويندوز إلى نسخة أفضل لا تجب إعادة التثبيت، بل إن المزايا المضافة في النسخة المرقى لها تفتح للمستخدم. من يريد من المستخدمين الترقية إلى نسخة أفضل من ويندوز يمكنهم استخدام ويندوز إنيتايم أبغريد (تحديث ويندوز في أي وقت) ليشتروا الترقية ويقوموا بفتح المزايا المضافة. هنالك بعض القيود على بعض نسخ ويندوز 7 والتي تحد التوزيع والبيع والشراء والتنشيط إلا في أقاليم جغرافية محددة موضحة على واجهة صندوق وسيط التخزين.
تعرض مايكروسوفت نسخة العائلة من ويندوز 7 المنزلية الاستثنائية (في مناطق محددة) والتي تسمح بتثبيت النظام على ثلاثة أجهزة. يبلغ سعر «نسخة العائلة» حوالي 149.99$ في الولايات المتحدة. كما أن مايكروسوفت قالت في 18 سبتمبر 2009م أنها توفر عرضًا مخفضًا للطلاب من قيمة ويندوز 7. كان العرض ساريًا في الولايات المتحدة والمملكة المتحدة، وكانت هنالك عروض مشابهة في كندا وأستراليا والهند وكوريا والمكسيك وفرنسا. كان الطلاب الذين لديهم عناوين بريد إلكترونية من نوع edu. أو ac.uk قادرين على التقدم لشراء النسخة المنزلية الاستثنائية ونسخة المحترفين بسعر 30$ أو 30 باوندًا.
كما يتوفر ويندوز 7 حاليًا كنسخة مدمجة للمطورين (كانت تسمى سابقًا ويندوز إمبيديد 2011.)
النسخ المختلفة من ويندوز 7 صممت لأسواق مختلفة ولحاجات مختلفة. من بين جميع النسخ، صممت نسخة البداية وسوقت لتكون في حواسيب الإنترنت زهيدة الثمن، وكانت نسخة المنزل الأساسية للأسواق الصاعدة، والنسخة المنزلية الاستثنائية لمستخدمي الحواسيب المنزلية العاديين، وكانت الاحترافية لأصحاب الأعمال، ونسخة المشاريع للشركات، وكانت الكاملة للمتحمسين من الناس ممن يريدون كل المزايا.

## اللمس
يدعم نظام ويندوز 7 مستخدمي الحاسب الشخصي على العمل عليه من خلال اللمس وليس الإشارة والنقر باستخدام الفأرة.
أتت هذه الخطوة تأكيداً لما أعلنه بيل جيتس حين أشار إلى أن علاقة الإنسان بالحاسوب ستتغير بشكل جذري في السنوات القادمة. توقع جيتس حينها أنه خلال خمس سنوات سيكون بإمكان المستخدمين مشاهدة صورهم والاستماع إلى موسيقاهم المفضلة باستخدام جهاز يعمل بواسطة اللمس، وعرض جيتس جهاز حاسوب يشبه الطاولة الكبيرة المسطحة عليه مساحات يمكن لمسها لإعطاء أوامر وتعليمات له.
وتوقع جيتس بذلك منذ سنوات ولهذا طور أجهزة مثل جهاز الحاسب المحمول الذي يستخدم قلماً رقمياً أو يعمل باللمس إلا أن هذا الجهاز لم يلق إقبالا كبيراً.

## التوافق مع المنتجات السابقة
نظام ويندوز 7 متاح لأنظمة المعالجة من الفئتين: 32 بت و64 بت على السواء، وذلك لتسهيل عملية الانتقال الصناعي من حوسبة 32 بت إلى 64 بت، على أن يدعم خادم «فيينا» أنظمة 64 بت فقط. ويتوافق مع تطبيقات 32 بت السابقة، ولكن من غير المحتمل وجود دعم لتطبيقات نظام التشغيل من القرص (DOS) أو ويندوز 16 بت، حيث أن «ويندوز إكس بي للمحترفين الإصدار x64» لم يدعم هذه التطبيقات. وجاء التصريح المذكور سلفـًا قبل اتخاذ قرار تأخير إنتاج فيينا وإطلاق مايكروسوفت ويندوز فيستا كمنتج وسيط.

## متطلبات ويندوز 7
| الإصدار           | 32-بت                                                                                   | 64-بت                                                                                   |
| المعالج           | معالج IA-32 بتردد 1 غيغا هرتز                                                           | معالج x86-64 بتردد 1 غيغا هرتز                                                          |
| ذاكرة RAM         | 1 GB                                                                                    | 2 GB                                                                                    |
| بطاقة الرسوميات   | معالج رسوميات يدعم دايركت إكس 9 مع نموذج التشغيل 1.0 WDDM (مطلوب لتشغيل ويندوز إرو فقط) | معالج رسوميات يدعم دايركت إكس 9 مع نموذج التشغيل 1.0 WDDM (مطلوب لتشغيل ويندوز إرو فقط) |
| مساحة القرص الصلب | 16 GB مساحة خالية                                                                       | 20 GB مساحة خالية                                                                       |
| سواقة قرص مدمج    | سواقة دي في دي (فقط لتنصيب ويندوز 7 من قرص دي في دي روم DVD-ROM)                        | سواقة دي في دي (فقط لتنصيب ويندوز 7 من قرص دي في دي روم DVD-ROM)                        |

متطلبات إضافية لاستخدام بعد المميزات:
- وضع ويندوز إكس بي (في النسخة الاحترافية، ونسخة الشركات، والنسخة الكاملة): تتطلب هذه الميزة 1 غيغابايت إضافية من مساحة الذاكرة العشوائية، ومساحة 15 غيغابايت على القرص الصلب. كانت هذه الميزة في السابق تتطلب معالجًا متمكنًا من العتاد الافتراضي، إلا أنها لم تعد مطلوبة.
- ويندوز ميديا سنتر (في النسخة المنزلية الاستثنائية، والاحترافية، والكاملة، ونسخة الشركات): تتطلب هذا البرنامج مولفًا تلفازيًا لاستقبال وتسجيل البرامج التلفازية.

## حدود دعم العتاد

### الذاكرة العشوائية
يختلف دعم الذاكرة العشوائية في ويندوز 7 باختلاف البنية (32 بت أو 64 بت) كما أنها تختلف حسب نسخة الويندوز المثبتة.
- حدود الذاكرة العشوائية في ويندوز 7 حسب كل إصداراته:

| الإصدار                               | بنية المعالج المعمارية النواة 32 بت | بنية المعالج المعمارية النواة 64 بت |
| ------------------------------------- | ----------------------------------- | ----------------------------------- |
| Ultimate النسخة النهائية              | 4 جيجابايت                          | 192 جيجابايت                        |
| Enterprise النسخة الاستثنائية         | 4 جيجابايت                          | 192 جيجابايت                        |
| Professional النسخة الاحترافية        | 4 جيجابايت                          | 192 جيجابايت                        |
| Home Premium النسخة المنزلية المتقدمة | 4 جيجابايت                          | 16 جيجابايت                         |
| Home Basic النسخة المنزلية البسيطة    | 4 جيجابايت                          | 8 جيجابايت                          |
| Starter النسخة البدائية               | 2 جيجابايت                          | ---                                 |

## حدود المعالجات
نسخة ويندوز 7 الاحترافية تدعم حتى معالجين ماديين (معالج في كل مقبس) في حين إصدارات ويندوز 7 البدئية والمنزلية الأساسية والمنزلية المدفوعة تقبل معالج مادي واحد فقط.
المعالجات الفيزيائية إما أن تحتوي أنوية متععدة أو تقنية خيوط المعالجة الفائقة أو هما معا. لتنفيذ أكثر من معالجة منطقية واحدة لكل معالج فيزيائي.
إصدارات ال x86 لويندوز 7 تدعم حتى 32 معالجات منطقية بينما إصدارات ال x64 تدعم حتى 256 (64X4).
في يناير 2016 أعلنت مايكروسوفت أنه لن يتم دعم إصدارات منصات وندوز أقدم من ويندوز 10 على الأجهزة التي تستخدم إنتل سكايلاك (البنيات المعمارية الدقيقة) تم تفعيله في 17 يوليو.
الأجهزة التي تشغل ويندوز 7 على معالجات السكايلاك (skylake) التي كانت تتلقى فقط التحديثات «الأكثر حساسية» ويندوز 7، وفقط إذا حوكمو قضائيا ليس للتأثير في إمكانية اشتغال ويندوز 7 في عتاد أقدم.

## التحديثات

### حزمة الخدمية 1
أعلنت الحزمة الخدمية 1 (بالإنجليزية: Service Pack 1) في 18 مارس عام 2010م، وقد أصدرت نسخة تجريبية منه في 12 يوليو 2010م، صدرت النسخة النهائية منها في 2 فبراير 2011م. لم تكن وقت الإصدار مفروضة وكانت متوفرة من خلال تحديث ويندوز، وكانت أيضًا متوفرة برابط تحميل مباشر أو بطلب قرص دي في دي. كانت الحزمة أصغر من تلك التي كانت تصدر للنسخ السابقة من ويندوز خاصة ويندوز فيستا.
أضافت حزمة الخدمات 1 لويندوز 7 دعم أدفانسد فيكتور إكستنشن AVX (وتعني: إضافات المتجهات المتقدمة) وهي عبارة عن مجموعة أوامر من نوع 256 بت مدعومة في بعض المعالجات، وتساعد في عملية IKEv2 والمتعلق بتعريف المفاتيح على الإنترنت وتبادلها، وتقوم هذه الأوامر بإضافة حقول تعريفية أكثر مثل معرف البريد الإلكتروني إليه. كما أن الحزمة تضيف دعم لـ أدفانس فورمات 512 إي بجانب إضافات في خدمات إدارة الهوية. كما أن الحزمة تحل مشكلة في صوت وسعو وأخرى في طباعة مستندات إكس بي إس.
لدى بعض البرامج مشكلات في التوافق مع حزمة الخدمات 1 وبعض البرامج قد تفقد بعض وظائفها.
أما في أوروبا فقد كانت ميزة BrowserChoice.eu (تعني: اختيار المتصفح) مزالة من الحزمة الخدمية في فبراير 2011 وبقيت كذلك حتى 14 شهرًا مع أن مايكروسوفت كانت تقول أن الميزة لا تزال موجودة، ثم وصف الأمر بعد ذلك بأنه «خطأ تقني.» ونتيجة لذلك فإن الهيئة الأوروبية غرمت مايكروسوفت في مارس 2013 561 مليون يورو ردعًا للشركات من أن تتراجع عن وعودها.
وقد قال باول ثورت أن مايكروسوفت لا تخطط لإصدار حزمة خدمية أخرى.

### بنية إدراة ويندوز 3.0
بنية إدارة ويندوز 3.0 هي حزمة تحديث تتضمن نسخًا محدثة لويندوز بورشيل (نسخة 3.0)، وويندوز مانيجمينت إنسترمنتيشن (Windows Management Instrumentation) وإدراة ويندوز عن بعد (WinRM). أصدرت البنية في 3 ديسمبر 2012.

### تحديث المنصة
أصدر تحديث منصي لويندوز 7 الحزمة الخدمية 1 ولويندوز سرفر 2008 آر 2 الحزمة الخدمية 1 في 26 من فبراير 2013 بعد إصدار أولي كان قد أطلق في 5 نوفمبر 2012. كما أن التحديث قد تضمن متصفح الإنترنت النسخة 10 لويندوز 7.
يتضمن التحديث تحسينات لدايركت تو دي، ودايركت رايت، ودايركت ثري دي، وعنصر ويندوز الصوري (Windows Imaging Component)، ومنصة ويندوز للمسح المجالي المتقدم (Windows Advanced Rasterization Platform)، وويندوز أنيميشن مانيجر، والواجهة البرمجية لمستندات XPS، وفاك شفرة فيديو H.264، وفاك شفرة صور JPEG XR. إلا أن الدعم لدايركت إكس 11.1 محدود ولا يتضمن التحديث مزايا مهمة من ويندوز 8 والتي تعتمد على DXGI/WDDM 1.2 مثل التخزين المؤقت للقطات المجسمة ودرجة التفاصيل 11_1 والواجهات البرمجية المتعددة المتعلقة.
قامت مايكروسوفت في مارس 2013 بإصدار تحديث لـ «بطء الإقلاع وبط تسجيل الدخول» عن طريق فهرس ويندوز للترقية، وقد ساعد هذا في زيادة السرعة. إلا أن السرعة المضافة تتعلق أساسًا بنسخة الشركات.

## توقف الدعم
التزمت شركة مايكروسوفت دعم نظام ويندوز 7 مدة 10 سنوات منذ إصداره في 22 أكتوبر 2009. وبعد انتهاء عشر سنوات وتحديدا يوم الثلاثاء 14 كانون الثاني عام 2020، أوقفت مايكروسوفت دعم ويندوز 7 حتى تركز استثماراتها على دعم نظام ويندوز 10 وما بعده. لم تعد المساعدة التقنية وتحديثات البرامج من Windows Update التي تساعد في حماية الجهاز متوفرة، وتوصي مايكروسوفت بإلحاح الانتقال إلى نظام ويندوز 10 لتجنب الموقف الذي تحتاج فيه إلى الخدمة أو الدعم الذي لم يعد متوفرًا.
وحتى بعد استمرار استخدام ويندوز 7 بعد انتهاء الدعم، سيواصل الحاسوب عمله، ولكنه معرض أكثر للمخاطر الأمنية والفيروسات، ولن يتلقي تحديثات البرامج، بما في ذلك تحديثات الأمان من مايكروسوفت.